# Еміліо Інгроссо
Еміліо Інгроссо (швед. Emilio Ingrosso, нар. 16 липня 1965, Фарста) — шведський танцюрист, композитор і власник ресторану. Він був на підтанцьовці у Пернілли Уолгрен, коли вона виконала пісню "Piccadilly Circus" під час "Melodifestivalen" 1986 року. Вони одружилися в 1993 році і залишалися разом до 2002 року. У пари є троє спільних дітей: Олівер Інгроссо, Бьянка Уолгрен Інгроссо та Бенджамін Інгроссо. Інгроссо одружився з Асею Бьерлінг у 2016 році. Він володіє двома ресторанами на Майорці, Іспанії.
В кінці 1980-х років Інгроссо виступив спів-продюсером трьох музичних альбомів Пернілли Уолгрен. Він також написав їй декілька пісень, таких як «Paradise», «I Need Your Love», «Pure Dynamite» та «Running For Cover». У 2017 році він взяв участь в реаліті-шоу своєї колишньої дружини Пернілли Вальгрен "Wahlgrens värld", яке транслюється на каналі 5.